# 199 a. C.
El año 199 a. C.  fue un año del calendario romano prejuliano. En el Imperio romano, fue conocido como el año 555 Ab Urbe condita.

## Acontecimientos

### República Romana
- Escipión el Africano se convierte en censor y príncipe del Senado (la cabeza titular del Senado Romano).[1]

## Fallecimientos
- Pélope de Esparta
- Horunnefer